# خورخي فيليكس كوريا
خورخي فيليكس كوريا (بالبرتغالية: Jorge Félix Correia‏) هو لاعب كرة قدم برازيلي، ولد في 21 يونيو 1940 في البرازيل. لعب مع جمعية بورتوغيزا الرياضية.